# Salade parisienne
Pour les articles homonymes, voir Salade et Paris (homonymie).
La salade parisienne est une spécialité culinaire traditionnelle de la cuisine parisienne, à base de salade composée de pomme de terre, jambon de Paris, champignons de Paris, tomate, et œuf dur.

## Histoire
Cette salade composée est une recette classique de restaurant, brasserie, et bistro parisiens,,,, variante du jambon-beurre emblématique parisien,. 

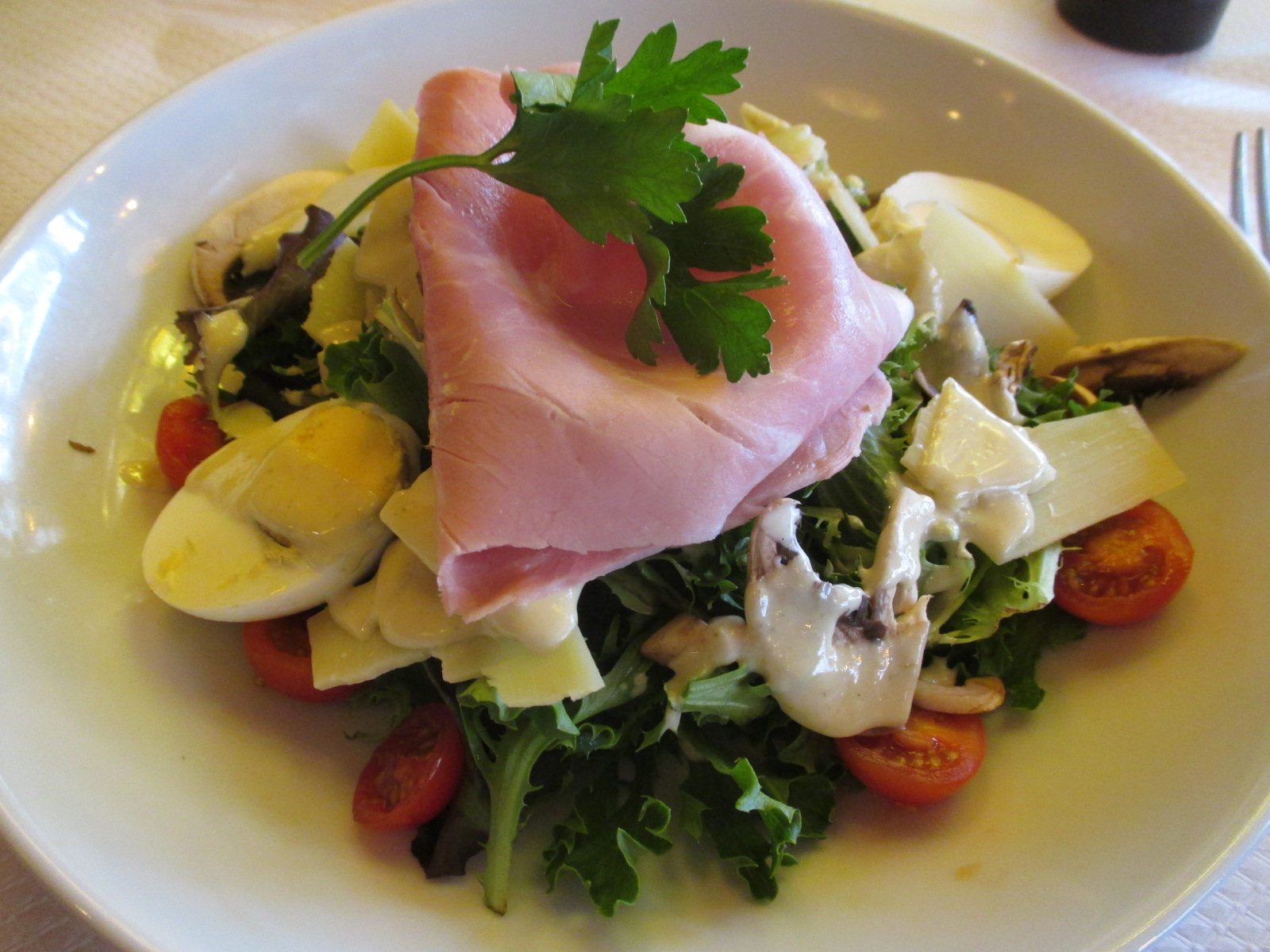
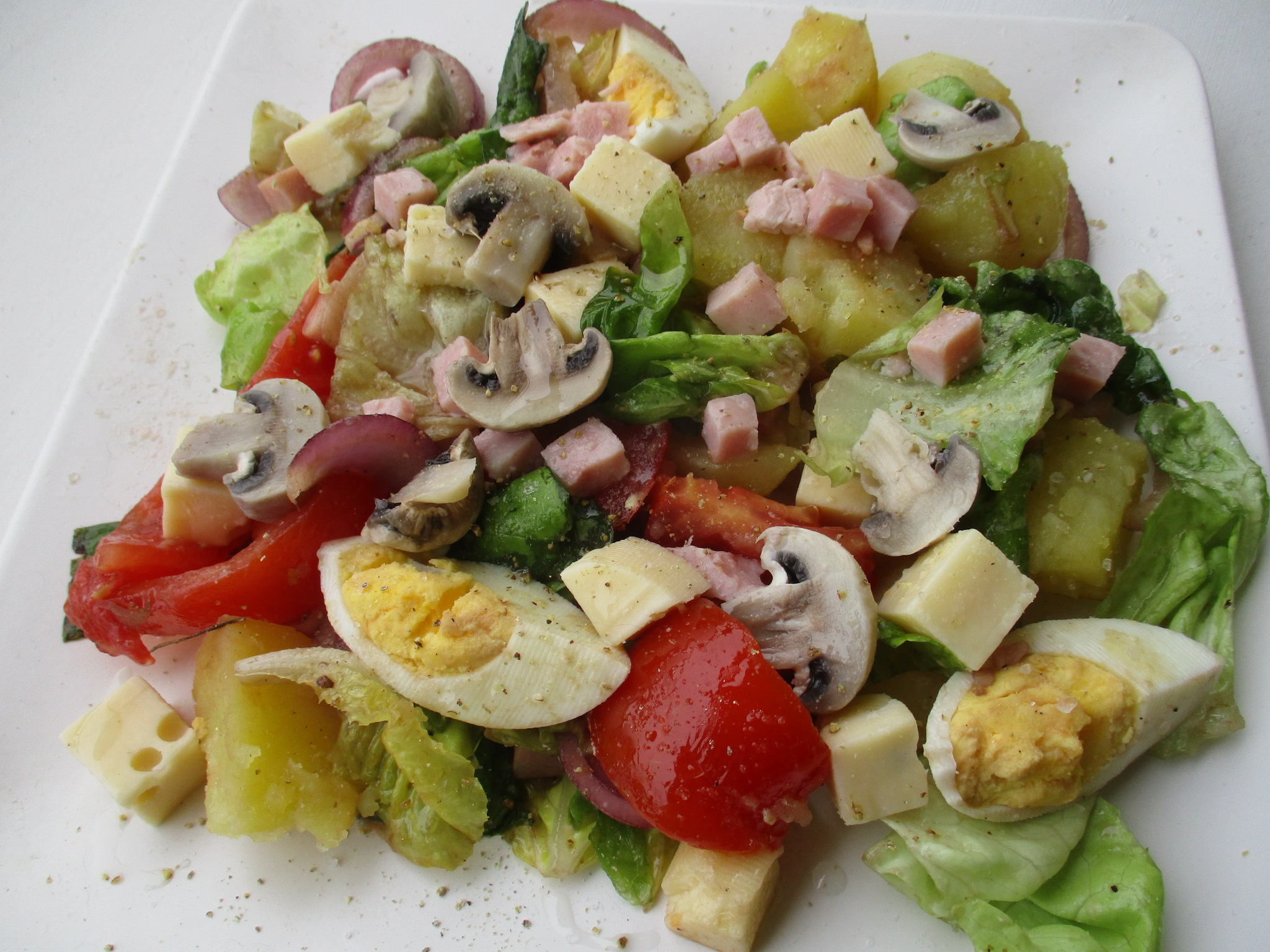
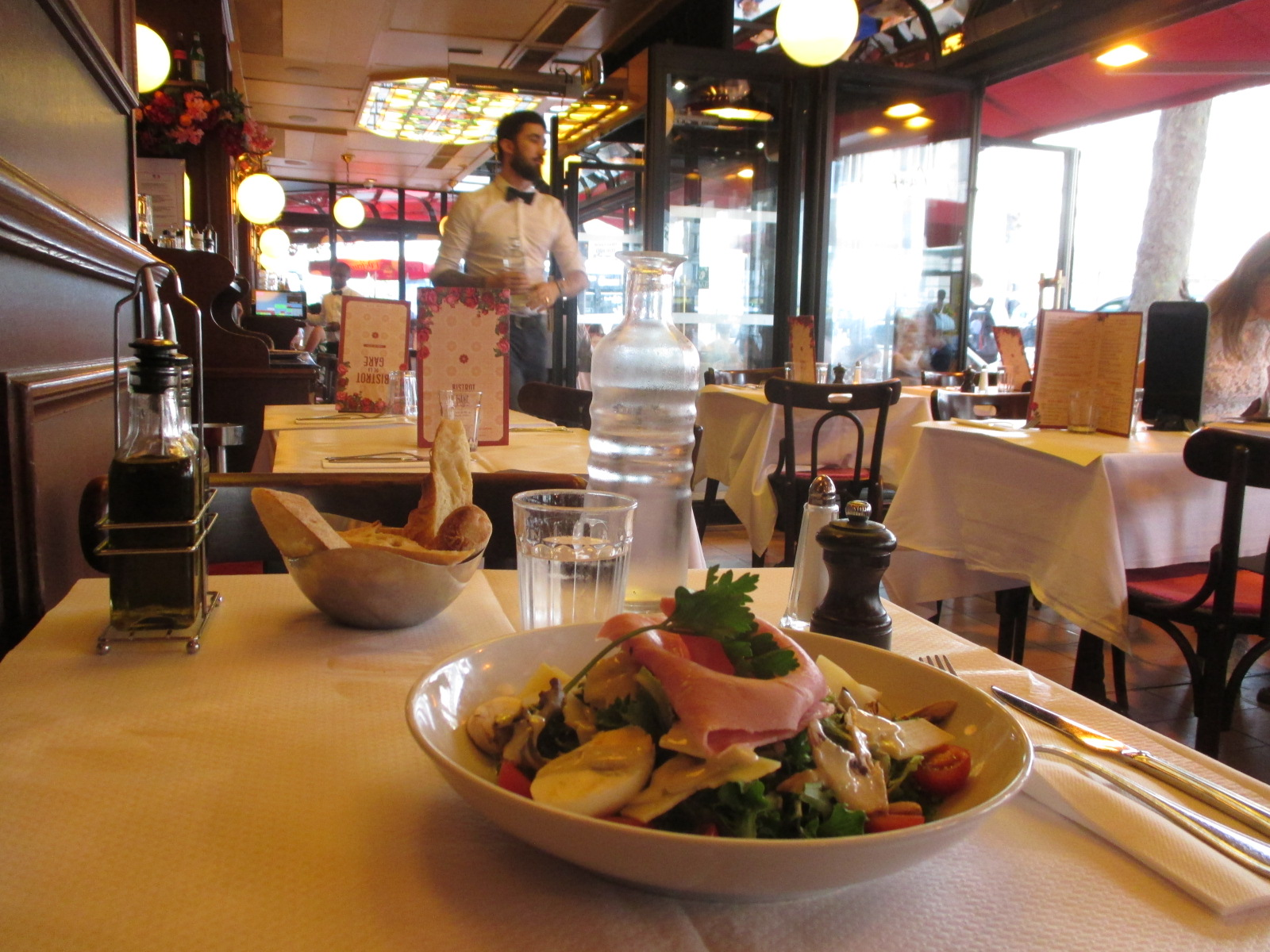

Elle est traditionnellement composée de feuilles de laitue (croquante), pomme de terre (en lamelle ou en cube), jambon de Paris (en lamelle ou en cube), fromage (comté ou emmental en lamelle ou en cube), croûton, champignons de Paris (en lamelles), tomates (en quartier), œuf dur (en quartier), cornichon, persil, sel, poivre, et vinaigrette,,.  